# دم‌گربه‌ایان
دم‌گربه‌ایان (نام علمی: Aeridinae) نام یک subtribe از زیرخانواده رودرخت‌واران است.